# Birger Trolle den yngre
Birger Birgersson Trolle, född omkring 1401, död 4 april 1471, var en svensk riddare, ståthållare och riksråd. 

## Biografi
Birger Trolle föddes omkring 1401. Han var son till Birger Trolle och Ingeborg Arvidsdotter (Lejonansikte, Bengt Nilssons ätt). Trolle blev 1425 väpnare och 1436 riksråd. Han beseglade unionsakten 1438 och blev 1440 hövitsman på Kalmar slott. Trolle var riddare vid Kristofer av Bayerns kröning 1442 och överbefälhavare för den till Gotland avsända hären, som 1448 intog Visby stad. Han ledde en expedition till Blekinge och intog Lyckå slott 1452. Från 1452 till 1454 var han ståthållare på Lyckå slott och från 1463 till 1464 hövitsman på Åbo Slott. Trolle avled 1471.
Birger Trolle var en av konung Karl Knutssons trognaste anhängare, blev av konung Karls fiender två gånger tillfångatagen 1467 och 1469, och Bergkvara brändes av konung Kristians anhängare 1467.
Förde trollhuvudet i skölden. Birger Trolle blev 1424 gift med Kristina Knutsdotter (Aspenäsätten) vilken i morgongåva fick jord i Hagunda och Sunnarbo.

### Egendom
Trolle ägde Bergkvara slott i Bergunda socken som han ärvde efter sin halvbror Håkan Karlsson (stjärna) och Bo i Lemnhults socken (Jönköping) som han ärvde efter sin far.

### Familj
Trolle gifte sig 9 januari 1424 med Kristina Knutsdotter (Aspenäsätten) (död efter 1459), dotter till häradshövdingen Knut Bengtsson (Aspenäsätten) och Sofia Gerhardsdotter (Snakenborg). Kristina Knutsdotter var änka efter väpnaren Knut Stensson (ett blad). Trolle och Kristina Knutsdotter fick tillsammans barnen domprosten Erik Trolle (1425–1459) i Linköpings församling och riksrådet Arvid Trolle (död 1505).
1. Katarina (gift med Lars Haraldsson (Ängaätten).[4]